# 珀蒂羅克 (新墨西哥州)
珀蒂羅克（英語：Purty Rock）是位於美國新墨西哥州麥金萊縣的普查規定居民點。

## 人口
根據2020年美國人口普查的數據，珀蒂羅克的面積為3.02平方千米，皆為陸地。當地共有人口163人，而人口密度為每平方千米53.97人。